# Les Châtelets
Les Châtelets är en kommun i departementet Eure-et-Loir i regionen Centre-Val de Loire strax norr om centrala Frankrike. Kommunen ligger i kantonen Brezolles som tillhör arrondissementet Dreux. År 2022 hade Les Châtelets 111 invånare.

## Befolkningsutveckling
Antalet invånare i kommunen Les Châtelets
Referens:INSEE